# Glicina C-acetiltransferasi
La glicina C-acetiltransferasi è un enzima appartenente alla classe delle transferasi, che catalizza la seguente reazione:
acetil-CoA + glicina ⇄ CoA + 2-ammino-3-ossobutanoato